# 鉄道趣味顕賞
鉄道趣味顕賞（てつどうしゅみけんしょう）とは、鉄道友の会がかつて授与をしていた一連の賞である。エバーグリーン賞、グローリア賞、シルバー賞の3賞からなる。

## 概要
鉄道趣味顕賞は鉄道趣味に対して功績を残した鉄道車両や団体、人物に対して授与することを目的とし、1984年9月22日に制定された。
鉄道趣味顕賞には、鉄道車両に対するエバーグリーン賞、団体に対するグローリア賞、人物に対するシルバー賞の3賞が制定された。
選定は鉄道友の会各支部の推薦をもとに選考委員会によって行われたが、ブルーリボン賞と異なり毎年選定されるものではなかった。
エバーグリーン賞は2000年を、グローリア賞、鉄道趣味貢献賞（旧シルバー賞）は2002年を最後の選定とし、2003年11月15日に廃止された。